# Omar Elvir
Omar Josué Elvir Casco (sinh ngày 28 tháng 9 năm 1989) là một tiền vệ bóng đá người Honduras, hiện tại thi đấu cho F.C. Motagua ở Honduran National League.

## Sự nghiệp câu lạc bộ
Tiền vệ trái này có màn ra mắt chuyên nghiệp vào tháng 9 năm 2010 trước Vida.

## Thống kê sự nghiệp

### Câu lạc bộ
| Thành tích câu lạc bộ | Thành tích câu lạc bộ | Thành tích câu lạc bộ | Giải vô địch  | Giải vô địch  | Cúp                  | Cúp                  | Châu lục      | Châu lục      | Tổng    | Tổng      |
| --------------------- | --------------------- | --------------------- | ------------- | ------------- | -------------------- | -------------------- | ------------- | ------------- | ------- | --------- |
| Mùa giải              | Câu lạc bộ            | Giải vô địch          | Số trận       | Bàn thắng     | Số trận              | Bàn thắng            | Số trận       | Bàn thắng     | Số trận | Bàn thắng |
| Honduras              | Honduras              | Honduras              | Liga Nacional | Liga Nacional | Cúp bóng đá Honduras | Cúp bóng đá Honduras | North America | North America | Tổng    | Tổng      |
| 2010–11               | Motagua               | Liga Nacional         | 26            | 0             | —                    | —                    | 0             | 0             | 26      | 0         |
| 2011–12               | Motagua               | Liga Nacional         | 20            | 0             | —                    | —                    | 2             | 0             | 22      | 0         |
| 2012–13               | Motagua               | Liga Nacional         | 27            | 1             | —                    | —                    | —             | —             | 27      | 1         |
| 2013–14               | Motagua               | Liga Nacional         | 1             | 0             | —                    | —                    | —             | —             | 1       | 0         |
| Tổng cộng             | Honduras              | Honduras              | 74            | 1             | 0                    | 0                    | 2             | 0             | 76      | 1         |
| Tổng cộng sự nghiệp   | Tổng cộng sự nghiệp   | Tổng cộng sự nghiệp   | 74            | 1             | 0                    | 0                    | 2             | 0             | 76      | 1         |